# دولة أوروغواي الشرقية
دولة أوروغواي الشرقية كانت الدولة السلف لجمهورية أوروغواي الشرقية الحالية. أُعطي هذا الاسم للبلاد من خلال أول دستور صدر في 28 يونيو 1830 وأدى اليمين من قبل الشعب في 18 يوليو من نفس العام.

## التأسيس
تم تثبيت الجمعية في سان خوسيه في 22 نوفمبر 1828. ترأس خايمي دي زودانيز لجنة الدستور والتشريع، وتألفت أيضًا من خوسيه إلوري (سكرتير)، ولويس ب. كافيا، وكريستوفر إتشيفاريارزا، وسولانو غارسيا. الأعضاء الآخرون في الجمعية الذين شاركوا بشكل بارز في صياغة الدستور هم ميغيل باريرو، وخوان بينيتو بلانكو، وأليخاندرو تشوكارو، ولازارو جاديا، ورامون ماسيني، وخوان ماريا بيريز، ولورينزو جوستينيانو بيريز. تم تقديم عمل اللجنة إلى الجمعية في 6 مايو 1829 وقد وافقت عليها في 3 سبتمبر 1829.
اتخذ قرار تسمية الدولة الجديدة من قبل الجمعية في جلسة 7 مايو 1829. اقترحت لجنة الدستور والتشريع اسم «دولة مونتفيديو». صرح لازارو جاديا أن الاسم لا يبدو مناسبًا له لأنه لا يشمل كل شيء باستثناء جزء من الدولة، وهذا التمييز يمكن أن يجعل الإدارات الأخرى تشعر بالغيرة. واقترح الاسمان البديلان دولة الأرجنتين الشمالية (Estado Nord Argentino) ودولة أوروغواي الشرقية (Eastern State of Uruguay)، وقد اختير الاسم الأخير.
كان أول رئيس للدولة والحكومة هو خوسيه روندو، الذي عينه اجتماع الجمعية التأسيسية والتشريعية العامة في فلوريدا، بالإجماع، كحاكم مؤقت وقبطانًا عامًا. أدى خوسيه روندو اليمين في 22 ديسمبر 1828 أمام مجلس النواب الذي كان يعمل في ذلك الوقت في كانلونيس واستقال في 17 أبريل 1830 بعد الموافقة على الدستور.
ومع أن هذا هو اسم الدولة الجديدة، فقد تم استخدام اسم «جمهورية أوروغواي الشرقية» في عدة معاهدات. على سبيل المثال، في معاهدة التحالف الهجومي والدفاعي الذي تم الاحتفال به بين البرازيل والأوروغواي وإنتري ريوس في مونتيفيديو في 29 مايو 1851، حيث ورد في مادتها الأولى أن «صاحب الجلالة إمبراطور البرازيل، جمهورية أوروغواي الشرقية ودولة إنتري ريوس هم في تحالف هجومي ودفاعي من أجل الحفاظ على الاستقلال وتهدئة أراضي الجمهورية نفسها».
كما ورد الاسم في معاهدة السلام والصداقة والتجارة والملاحة، التي تم الاحتفال بها في بارانا في 7 مارس 1856 بين الكونفدرالية الأرجنتينية وإمبراطورية البرازيل، (المادة 3) أن «الطرفين المتعاقدين الساميين (...) يؤكدان ويصدقان على الالتزام بالدفاع عن استقلال وسلامة جمهورية أوروغواي الشرقية....».

## الحدود مع البرازيل
تم تحديد الحدود بين دولة أوروغواي الشرقية والبرازيل بشكل نهائي في معاهدة الحدود الموقعة في 12 أكتوبر 1851. ومع ذلك، فإن المعاهدة المذكورة لها تاريخ من الجدل وتنوعت الحدود الأصلية بشكل أساسي لصالح البرازيل. السوابق الأولى هي ما يسمى بـ«معاهدة عمود الإنارة» الموقعة في 30 يناير 1819 من قبل خوان فرانسيسكو جيرو وخوان خوسيه دوران، مستشار مونتيفيديو كابيلدو مع المملكة المتحدة للبرتغال والبرازيل والغرب، التي غزت المنطقة الشرقية. بموجب هذه المعاهدة، تم التنازل عن سيادة البعثات الشرقية للبرازيل، مقابل إقامة منارة في ميناء مونتيفيديو. تم استرداد الأراضي التي تم التنازل عنها هناك جزئيًا لاحقًا خلال حرب السيزبلاتين (1825-1828). كانت الحدود الشمالية المطالب بها، إلى الشمال، منابع ريو نيغرو (بما في ذلك مدينة باخي أو فاليس)، وإلى الشمال الشرقي نهر بيراتيني، ونهر إيبيكوي في الشمال الغربي.

أول علم لأوروغواي، استخدم بين عامي 1828 و1830. تمثل الأشرطة أو الخطوط السماوية التسعة الأقسام.

في عام 1820، عينت المملكة المتحدة للبرتغال والبرازيل والغرب كارلوس فيديريكو ليكور قبطانًا عامًا وحاكمًا للأراضي التي تم غزوها في المقاطعة الشرقية، غيرت اسمها إلى مقاطعة سيسبلاتينا (مما أدى إلى افتراض أن البرتغاليين كانوا يسعون لإنشاء ترانسبلاتينا مقاطعة في بوينس آيرس). أعلنت حامية مونتيفيديو، التي أنتجت استقلال البرازيل، عن ولائها لملك البرتغال. لكن ليكور، بعد أسابيع قليلة من الشكوك، قرر إعلان نفسه من رعايا لبيدرو الأول إمبراطور البرازيل. تم إضفاء الطابع الرسمي على هذا الوضع في عام 1821 عندما صوت مؤتمر أوروغواي، ما يسمى بكونغرس سيسبلاتينو، على دمج مقاطعة سيسبلاتينا في تلك الإمبراطورية.
وضع قانون التأسيس حدود المقاطعة الجديدة. كانت الحدود التي تم وضعها كالتالي؛ من الشرق: المحيط الأطلسي؛ من الجنوب ريو دي لا بلاتا، وإلى الغرب نهر الأوروغواي، وإلى الشمال نهر كوريم حتى شفرة سانتا آنا. في هذا القانون، تم ضم الأراضي التي تنتمي تقليديًا إلى باندا أورينتال، مثل البعثات الشرقية، نهائيًا إلى ولاية ريو غراندي دو سول.
في عام 1851، تم إبرام المعاهدة الأساسية بشكل غير مواتٍ لأوروغواي من قبل حزب كولورادو بسبب الحاجة إلى الحصول على مساعدة عسكرية واقتصادية من البرازيل. في وقت توقيع المعاهدة، كانت الأوروغواي قد خرجت لتوها من حرب أهلية، عُرفت باسم الحرب العظمى. تخلى كلا البلدين عن مطالبات معينة؛ تخلت أوروغواي عن الحدود المنصوص عليها في قانون التأسيس لعام 1821 والتي أشارت إلى معاهدة سان إلديفونسو لعام 1777، والبرازيل إلى اتفاقية كابيلدو-ليكور. بالإضافة إلى ذلك، تم وضع "الحيازة الجارية" كأساس لتنظيم الحدود، والتي تألفت من حقيقة أن كلا الدولتين ستستمران في حيازة الأراضي التي تمتلكانها بالفعل. تم التوقيع على سلام الحرب العظمى في 8 أكتوبر 1851. وفقًا للاتفاق، كانت أوروغواي تحت سيطرة حكومة الدفاع، التي وعدت بالدعوة إلى انتخابات في أقرب وقت ممكن.
كما نصت المعاهدة على استثناءات من الحيازة الجارية، بحكم حقيقة أن بعض المالكين البرازيليين في المنطقة الحدودية لديهم مصلحة في الاستمرار تحت السيادة البرازيلية، رغم بقائهم في أراضي أوروغواي. لذلك، تم تحديد ثلاث مناطق داخل أراضي أوروغواي ستظل تحت السيادة البرازيلية: رينكون دي أرتيغاس ورينكون دي سانتا فيكتوريا وترابيثيو دي باييه (Trapecio de Bagé). كما كانت الجزر الواقعة عند مصب نهر كوريم، بما في ذلك الجزيرة البرازيلية، تحت السيادة البرازيلية والتي اعترضت عليها أوروغواي في عام 1928 بأنها لا تقع جغرافيًا عند المصب، بل على نهر الأوروغواي، وبالتالي لا ينبغي أن تكون برازيلية. تم أيضًا إنشاء الملاحة الحصرية للبرازيل في ميرين لاجون ونهر جاغواراو، وتم التنازل عن مساحة نصف فرسخ على أحد ضفاف نهر سيبولاتي إلى البرازيل، لغرض بناء ميناء.
نجح الدبلوماسي أندريس لاماس في جعل الإمبراطورية البرازيلية ملتزمة بالتدخل في الصراع لصالح حكومة الدفاع. مع التوقيع على المعاهدة، دفع أندريس لاماس، نيابة عن أوروغواي، ثمنًا باهظًا للتدخل المطلوب. بالإضافة إلى معاهدة الحدود، تضمنت الاتفاقية أربع معاهدات أخرى: «التحالف، والإغاثة، والتجارة والملاحة، والتسليم». بالنسبة لهم، سمحت أوروغواي بمشاركة القوات العسكرية البرازيلية في نزاعاتها الداخلية بناءً على طلب «الحكومة الشرعية» للبلاد، وحصلت على قرض بقيمة 138 ألف باتاكون واعترفت، في المقابل، بديون حرب قدرها 300 ألف كضمان حيث قد وافقت على دفعها لتصريف إيراداتها العامة، وأعلنت أن الملاحة في نهر الأوروغواي وروافده مجانية، وقبلت حظر فرض ضرائب على تصدير لحوم البقر والماشية الحية إلى البرازيل، واضطرت إلى إعادة عبيد البرازيل الذين هربوا ولجأوا إلى الجمهورية.
تعامل تأريخ حزب البيض مع أولئك الذين دعموا الدفاع عن مونتيفيديو بقسوة شديدة، متهمًا إياهم ببيع نصف البلاد لإنقاذ مصالحهم. من ناحية أخرى، قام مؤرخو حزب كولورادو بتمجيد «الحكومة الدفاعية» التي وصفت نفسها بأنها «منقذ الاستقلال الوطني» في مواجهة الادعاءات الموسعة لخوان مانويل دي روساس واتهام مانويل أوريبي بـ«الخائن». اعتقد رجال حكومة سيريتو أنهم كانوا يدافعون عن السيادة الوطنية في مواجهة الوجود الأجنبي المستمر وأثاروا «القضية الأمريكية»، المعادية للإمبريالية والقومية. اعتقد أولئك الذين ينتمون لحكومة الدفاع أنهم يمثلون قضية الحرية والحضارة في مواجهة ما أسموه «بربرية» الالزعماء، حتى أولئك الذين ساندوهم مؤقتًا. في الأطلس العام الجديد لميتشل الذي نشره أوغسطس ميتشل الابن، نجل الجغرافي الأمريكي إس.أوغسطس ميتشل، في عام 1860 يمكننا أن نرى ما هي الحدود قبل توقيع معاهدة 1851.
في عام 1852، بوساطة الأرجنتين، تمكنت الأوروغواي والبرازيل من تعديل جوانب معينة من المعاهدة: تراجعت البرازيل إلى نصف الدوري وقمعت رينكون دي سانتا فيكتوريا. كان أكبر انتقاد وجهته أوروغواي للمعاهدة هو حصرية الملاحة البرازيلية في بحيرة ميرين. كانت سياسة أوروغواي في هذا الصدد تهدف إلى الحصول على الملاحة في البحيرة.
في عام 1857 تم التوقيع على معاهدة التجارة والملاحة، والتي تم فيها الاعتراف بالراحة المتبادلة في العلاقات بين البلدين في فتح الملاحة في ميرين لاغون ونهر ياغوارون، ولكن لم يتم التصديق على هذه المعاهدة بعد دراسات أجرتها البرازيل.
في 30 أكتوبر 1909، تم التوقيع على معاهدة ميرين لاغون، والتي بموجبها منحت البرازيل لأوروغواي حرية الملاحة في ميرين لاغون وياغوارون، بالإضافة إلى السيادة الكاملة على نصف تلك المياه، مقسومة على معيار الخط الأوسط، خط‌ القعر أو خط تقليدي مكسور حسب الحالة.
في 7 مايو 1913، تم التوقيع على اتفاقية تعديل الحد في تيار سان ميغيل. في 20 ديسمبر 1933، تم وضع النظام الأساسي القانوني للحدود. وفي 21 يوليو 1972، تم تبادل أوراق الملاحظات على الواجهة البحرية عند مصب مجرى تشوي.

## الدستور الجديد وتغيير الاسم
حصلت الدولة على اسمها الحالي، وتغير الاسم الرسمي بشكل نهائي إلى اسم جمهورية أوروغواي الشرقية في دستور أوروغواي لعام 1918 الذي تم الاستفتاء عليه في 25 نوفمبر 1917 والذي دخل حيز التنفيذ في 1 مارس 1919. استبدل هذا الدستور الرئاسة بسلطة تنفيذية برأسين - رئيس منتخب من قبل الشعب ومجلس إدارة وطني جماعي ينتخب مباشرة أيضًا من قبل المواطنين، ويتألف من 9 أعضاء، ثلثيين من القائمة الأكثر تصويتًا للأكثر للحزب صاحب أكثر الأصوات، و1/3 من الحزب الذي تلاه في عدد الأصوات، والذي أنشأ في الواقع المشاركة المشتركة للبيض والكولورادويين في الحكومة، وأضفى اللامركزية على الدولة ومنح الحكم الذاتي للبلدية ليحل محل مقر المقاطعات الذي تحكمه السلطة التنفيذية الوطنية من قبل المجالس البلدية، وقد حكم ذاتيًا أيضًا جماعيًا، وفصل الكنيسة الكاثوليكية عن الدولة، التي صارت علمانية، منهية الاتحاد الموجود مسبقًا.

## روابط خارجية
- نص دستور 1830
- نص دستور عام 1918
- المكتبة الرقمية العالمية: خريطة 1860 توضح الحدود التي تطالب بها أوروغواي.